# 伝説のスタフィーR
『伝説のスタフィーR』（でんせつのスタフィーリターンズ）は、矢高鈴央による日本のギャグ漫画作品。『別冊コロコロコミック』（小学館）にて2006年4月号から2008年4月号まで連載されていた。単行本も1巻発売されている（2008年7月28日発売、ISBN 978-4-09-140685-9。）

## 世界観
『伝説のスタフィー4』を題材にしている。また、題名に「リターンズ」と冠しているように、以前に同誌で連載された須藤ゆみこによる『伝説のスタフィー』の作画が踏襲されている。